# 대형 정지궤도 발사체

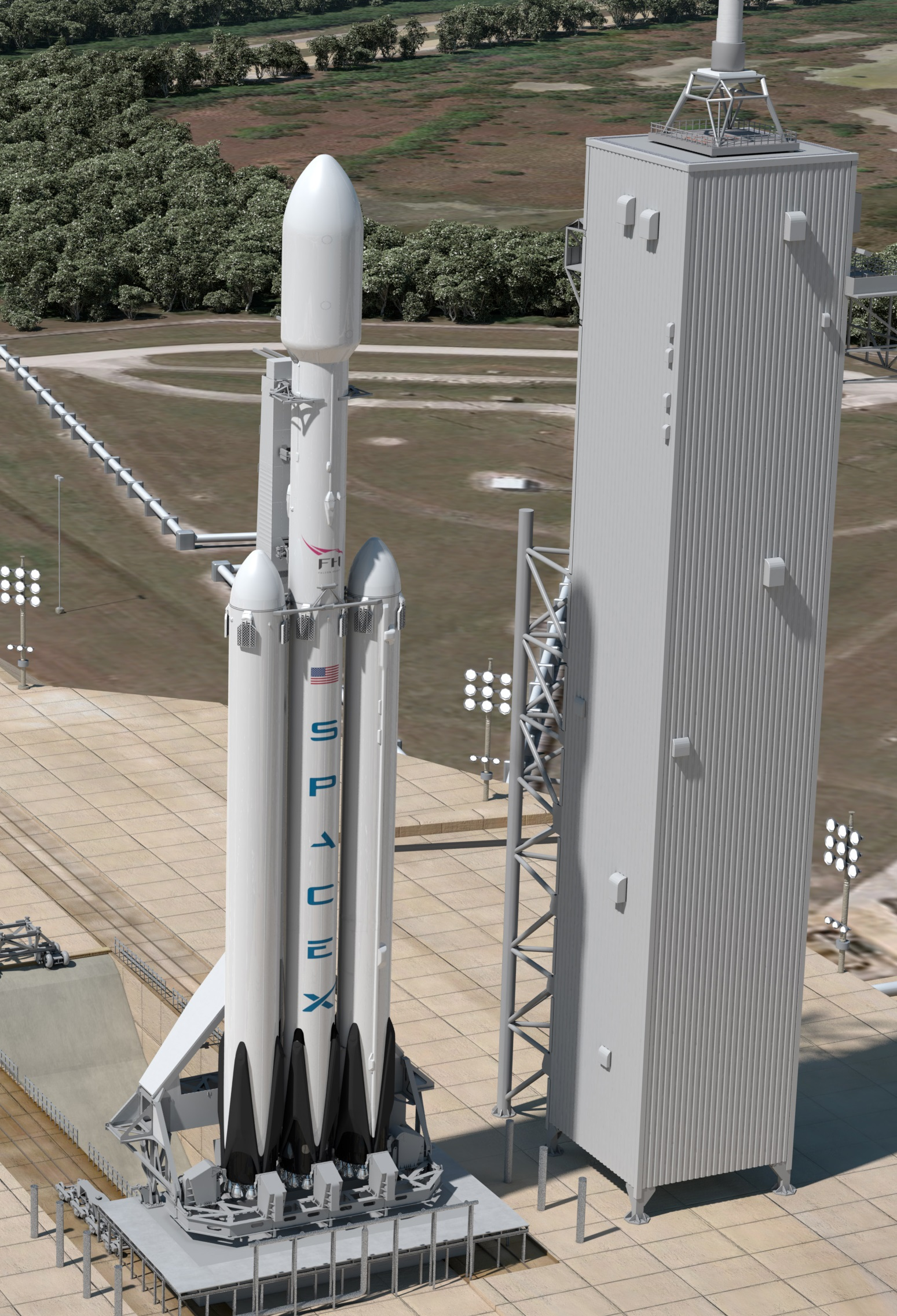
미국 스페이스X의 팰컨 헤비 로켓

대형 정지궤도 발사체(KSLV IV)는 2040년 한국이 발사하려는 초대형 발사체(SHLLV)이다. "한국판 팰컨 헤비" 로켓이다.

## 역사
2040년은 너무 먼 미래여서, 아직은 대략 이러한 방향으로 가겠다는 것만 밝히고 있을 뿐이고, 구체적인 계획이 공개된 적은 없다. 그러나 팰컨 헤비와 동일한 외양의 가상도를 공개한 적은 있다.
50톤의 저궤도위성을 발사하면 초대형 발사체(SHLLV)라고 한다. 팰컨 헤비는 54톤 저궤도위성, 22톤 정지궤도위성을 발사할 수 있다. 그러나 KSLV-IV는 6톤의 정지궤도위성 발사체라고 홍보하고 있어서, 대형 발사체(HLLV)일 가능성이 높다.